# Кара Ахмед-паша
Кара Ахмед-паша (умро 30. септембра 1555.) је био османски државник албанског порекла. Обављао је функцију великог везира од 1553. до 1555. године. Командовао је османском војском приликом опсада Темишвара и Егера. 

## Биографија
Кара Ахмед-паша је био албанског порекла. Обављао је функцију великог везира у време владавине чувеног Сулејмана Величанственог. Био је ожењен ћерком Селима и султаније Ајше, Фатма Султанијом, претходно удатом за управником Анталије, Мустафа-пашом. Кара Ахмед-паша се истакао у Османско-аустријском рату, када је 1552. године предводио опсаду Темишвара. Град је бранио Стефан Лошонци, који је погинуо приликом опсаде. Град је освојен 26. јула 1552. године. Исте године, Кара Ахмед-паша је освојио и неколико других тврђава (Веспрем, Липову и Солнок), пре него што је опсео Егер. Опсада Егера завршена је неуспешно. Након што је султан Сулејман октобра 1553. године погубио свог најстаријег сина Шехзадеа Мустафу, међу војницима који су окривили Рустем-пашу за Мустафину смрт појавило се незадовољство. Сулејман је отпустио Рустем-пашу и за великог везира октобра месеца поставио Кара-Ахмед пашу. Непуне две године касније, септембра 1555. године, Кара Ахмед-паша задављен је по Сулејмановом налогу. Разлог је био политичке природе, будући да је Сулејманова законита супруга, Хурем султанија, желела да Рустем поново постане велики везир. Рустем-паша је 1555. године постављен за везира и на тој функцији је провео следећих шест година. Лик Кара-Ахмед паше појављује се у серији Сулејман Величанствени и игра га турски глумац Јеткин Дикинцилер.